# Еріх I (герцог Саксонії)
Еріх I (*Erich I бл. 1280  —1360) — герцог Саксонський у 1282—1296 роках, герцог Саксен-Лауенбурзький у 1296—1303 роках, герцог Саксен-Лауенбург-Рацебурзький у 1303—1360 роках.

## Життєпис
Походив з династії Асканіїв. Син Іоганна I, герцога Саксонського, та Інгеборг (доньки шведського регента Біргера Ярла). З дитинства мав слабке здоров'я і в молодості осліп. Після зречення батька в 1282 році він правив Саксонським герцогством  спільно з братами Альбрехтом III і Іоганном II. Проте співволодарем і опікуном усіх братів був брат їх покійного батька Альбрехт II.
У 1296 року поділив з родичами спадкові володіння: Саксен-Віттенберг дістався Альбрехту II, а Саксен-Лауенбург (міста Фірланд, Лауенбург, Рацебург, Дарцінг і Хадельн) перейшов у спільне управління братів.
У 1303 році Еріх I розділив володіння з братами, отримавши при цьому герцогство Саксен-Лауценбург. Ексклав Хадельн залишився в спільному володінні. У 1308 році після смерті брата Альбрехта III успадкував Рацебург.
1315 році після смерті Маргарет Бранденбург (удови Альбрехта III) Еріх I отримав іншу частку володінь брата. Проти цього виступив інший брат Іоганн II, який зажадав частину земель для себе. 1315 або 1316 році одружився з донькою герцога Померанії. У 1321 Еріх I передав Бергедорф останньому.
У 1338 Еріх I зрікся на користь свого сина Еріха II. Через багато років в 1360 році в ході ворожнечі між Еріхом II і його сусідом Вільгельмом II Брауншвейг-Люненбургом, війська останнього вигнали колишнього герцога Еріха з його замку Ріпенбург в Кірхвердере (нині на території Гамбурга). Старий Еріх I вирушив до своєї доньки Ютти до Нінбургу на Везері, столицю графства Ґойя, але помер по дорозі.

## Родина
Дружина — Елізабет, донька Богуслава IV Гриффіна, герцога Померанії
Діти:
- Еріх (1318/1320-1368)
- Іоганн (д/н-1372), князь-єпископ Камміна
- Гелен (д/н-після 1354), дружина Іоганна II, графа Гойя-Бруххаузен
- Ютта (д/н-після 1354), дружина Герарда III, графа Гойя-Нінбург